# 야마시나정
야마시나정(山科町)은 일본 교토부 우지군에 설치되었던 정이다. 현재의 교토시 야마시나구에 해당한다.

## 역사
- 1889년 4월 1일 - 정촌제 시행에 따라 우지군 야마시나촌(山科村)이 발족.
- 1926년 10월 16일 - 야마시나촌이 정제 시행으로 야마시나정(山科町)이 됨.
- 1931년 4월 1일 - 야마시나정이 교토시에 편입, 히가시야마구의 일부가 됨.
- 1976년 10월 1일 - 히가시야마구에서 구 야마시나정 지역이 분리되어 야마시나구(山科区)가 됨.